# مارشال کرک مک‌کیوسیک
مارشال کرک مک‌کیوزیک (به انگلیسی: Marshall Kirk McKusick) (زاده ۱۹ ژانویه ۱۹۵۴) یک دانشمند علوم رایانه اهل ایالات متحده است که عمدهٔ شهرت او به خاطر فعالیت‌های گسترده‌اش بر روی بی‌اس‌دی، از دهه ۱۹۸۰ و همچنین فری‌بی‌اس‌دی، در عصر حاضر، شناخته می‌شود. او طی سال‌های ۱۹۹۰ تا ۱۹۹۲ و همچنین از ۲۰۰۲ تا ۲۰۰۴، دبیر کل انجمن یوزنیکس بود و فعالیت‌های او همچنان هم در هیئت یوزنیکس ادامه دارد. او عضو هیئت تحریریه مجله «ای‌سی‌ام کیو» است. او در بین دوستانش و دانشگاهیان با نام «کرک» شناخته می‌شود.
او دارای مدرک کارشناسی مهندسی برق از دانشگاه کرنل است و دو مدرک کارشناسی ارشد (۱۹۷۹ و ۱۹۸۰) و یک مدرک دکترا در رشتهٔ علوم رایانه از دانشگاه برکلی دریافت کرده‌است. او در سال ۱۹۸۴ دکترای خود را در رشته علوم رایانه از دانشگاه برکلی دریافت کرد. او بر توسعه و عرضه بی‌اس‌دی ۴.۳ و بی‌اس‌دی ۴.۴ نظارت داشت. مکیوزیک در دانشگاه برکلی با بیل جوی اتاق کار مشترک داشت و از طریق او درگیر پروژه بی‌اس‌دی شد. برخی از مهم‌ترین مشارکت‌های او در بی‌اس‌دی، در زمینه سیستم فایل بوده‌است. او هنگامی که در دانشگاه برکلی بود، سیستم فایل سریع بی‌اس‌دی ۴.۲ (به انگلیسی: Fast File System یا FFS) را پیاده‌سازی کرد. همچنین او به وجود آورنده قابلیت سافت آپدیتز در سیستم‌فایل یواف‌اس است. عدد جادویی که در ساختار سوپر بلاک UFS2 استفاده شده، تاریخ تولد مکیوزیک را نشان می‌دهد: ‎#define FS_UFS2_MAGIC 0x19540119 که در فایل ‎/usr/include/ufs/ffs/fs.h در سیستم‌های فری‌بی‌اس‌دی یافت می‌شود.
سری کتاب‌های طراحی و پیاده‌سازی از جمله با کیفیت‌ترین کارها در رشته علوم رایانه در نظر گرفته می‌شوند. این کتاب‌ها تأثیر زیادی بر روی توسعهٔ نوادگان بی‌اس‌دی و طبیعت منسجم آن‌ها گذاشته‌اند. حق تکثیر نشان عمومی سیستم‌عامل‌های بی‌اس‌دی، غول بی‌اس‌دی، در اختیار مکیوزیک قرار دارد.

## زندگی شخصی
مک‌کیوزیک در ویلمینگتون، دلاور بزرگ شده‌است. پدر او در تا پایان عمرش در سال ۲۰۰۵، در همانجا زندگی کرد. در سن ۲۱ سالگی مادرش را از دست داد. پدر او، پس از مرگ مادرش، با Ginny ازدواج کرد و پس از اینکه Ginny هم از دنیا رفت، با Emily ازدواج کرد. او برادری به نام جیم . خواهری به نام کیت دارد.
او هم‌اکنون به عنوان یک مشاور مستقل ساکن برکلی، کالیفرنیا است.
مکیوزیک یک همجنسگرای علنی است و با اریک آلمن به‌طور مشترک زندگی می‌کند. آن‌ها در اکتبر سال ۲۰۱۳ به هم ازدواج کردند. آن‌ها در برکلی با هم آشنا شدند. در سال ۱۹۷۶، وقتی که آلمن اولین بار سعی کرد با مک‌کیوزیک رابطهٔ دوستی برقرار کند، با واکنش سرد مک‌کیوزیک روبرو شد. سه سال بعد، مک‌کیوزیک که قوت قلب روبرو شدن با جنسیت خود را پیدا کرده بود، به یک گردهمایی همجنسگرایانه در برکلی رفت و در آنجا مجدداً با آلمن دیدار کرد و این سرآغاز رابطهٔ آن‌ها بود. در مورد آن‌ها اینطور گفته شده‌است که «مک‌کیوزیک و آلمن نظر بسیاری از افراد دگرجنس‌گرا در مورد همجنس‌گراها را تغییر داده‌اند». آن دو به برون‌آیی دیگر افراد همجنس‌گرا نیز کمک می‌کنند. بن کوترل، فرزندخوانده آنها، در نوجوانی پس از اینکه فهمید آلمن یک همجنس‌گرای علنی است، با او تماس گرفت و از او خواست تا او را در مورد جنسیتش راهنمایی کند. او مک‌کیوزیک و آلمن را «والدین منتخب» خود نامیده و در مورد آن‌ها اظهار داشته که «وقتی که برای اولین بار وارد خانهٔ آنها شدم، احساس کردم که وارد جای امنی شده‌ام. احساس مورد خواسته و مورد پذیرش واقع‌شدن کردم. آنها به افراد زیادی کمک کردند تا چنین احساسی داشته باشند». آن‌ها چهار فرزندخوانده به نام‌های دنیل (زاده ۱۹۶۴)، بن (زاده ۱۹۸۰)، Glyn (زاده ۱۹۸۳) و Tyson (زاده ۱۹۸۹) دارند.
مک‌کیوزیک به جمع‌آوری انواع مشروبات علاقه‌مند است و دما و آمار و ارقام مهم خانه و شرابخانه‌اش از طریق وب‌سایت او در دسترس است.

## فهرست تالیفات

### کتاب‌ها
فهرست کتاب‌ها و فصل‌های کتاب تألیف شده توسط کرک مکیوزیک شامل موارد زیر است:
- (۲۰۰۵) طراحی و پیاده‌سازی سیستم‌عامل فری‌بی‌اس‌دی
- (۲۰۰۴) کتاب‌دستی مهندسی و علوم رایانه، فصل ۸۶، ذخیره‌سازی ثانویه و سیستم‌فایل‌ها
- (۱۹۹۶) طراحی و پیاده‌سازی سیستم‌عامل بی‌اس‌دی ۴.۴
- (۱۹۹۱) کتاب پاسخ‌های طراحی و پیاده‌سازی سیستم‌عامل یونیکس بی‌اس‌دی ۴.۳
- (۱۹۸۹) طراحی و پیاده‌سازی سیستم‌عامل یونیکس بی‌اس‌دی ۴.۳

### مقالات برجسته
- (۲۰۰۰) به‌هنگام سازی‌های نرم: راه‌حلی برای مسئله به‌هنگام‌سازی فراداده در فایل‌سیستم‌ها
- (۱۹۹۳) پیاده‌سازی یک فایل سیستم با ساختار ثبت وقایع برای یونیکس
- (۱۹۸۴) یک فایل سیستم سریع برای یونیکس
- (۱۹۸۲) gprof: یک پروفایلر اجرای گراف فراخوانی